# Infinity Ward
Infinity Ward, Inc. este un  dezvoltator de jocuri video american. Au dezvoltat jocul video Call of Duty, alături de șapte alte jocuri din seria Call of Duty. Vince Zampella, Grant Collier și Jason West au fondat Infinity Ward în 2002 după ce au lucrat anterior la 2015, Inc.. Toți cei 22 de membri de echipă originali ai Infinity Ward au venit din echipa care a lucrat la Medal of Honor: Allied Assault în timpul lor la 2015, Inc. Activision a ajutat la finanțarea lui Infinity Ward în zilele sale timpurii, cumpărând 30% din companie, înainte să îi achiziționeze eventual în întregime. Primul joc al studioului, shooter-ul cu Al Doilea Război Mondial Call of Duty, a fost lansat pe PC în 2003. În ziua de după lansarea jocului, Activision a cumpărat restul din Infinity Ward, semnând angajații la contracte pe termen lung. Infinity Ward a continuat să facă Call of Duty 2, Call of Duty 4: Modern Warfare, Call of Duty: Modern Warfare 2, Call of Duty: Modern Warfare 3, Call of Duty: Ghosts, Call of Duty: Infinite Warfare, reboot-ul la Modern Warfare și continuarea sa.
Cofondatorul Collier a părăsit compania la începutul lui 2009 să se alăture companiei părinte Activision. În 2010, West și Zampella au fost concediați de Activision pentru "încălcări ale contractului și insubordonare", ei au fondat curând un studio de jocuri numit Respawn Entertainment. Pe 3 mai 2014, Neversoft a fost fuzionat în Infinity Ward.

## Jocuri dezvoltate
| An   | Joc                              | Platforme                                                                             | Note |
| ---- | -------------------------------- | ------------------------------------------------------------------------------------- | --- |
| 2003 | Call of Duty                     | Microsoft Windows, PlayStation 3, Xbox 360, Macintosh                                 | Versiunile PlayStation 3 și Xbox 360 dezvoltate de Aspyr ca Call of Duty Classic                                                         |
| 2005 | Call of Duty 2                   | Microsoft Windows, Xbox 360, Macintosh                                                | Versiunea Macintosh dezvoltată de i5works                                                                                                |
| 2007 | Call of Duty 4: Modern Warfare   | Microsoft Windows, PlayStation 3, Xbox 360, Wii, Macintosh                            | Versiunea Wii dezvoltată de Treyarch ca Call of Duty: Modern Warfare - Reflex Edition                                                    |
| 2009 | Call of Duty: Modern Warfare 2   | Microsoft Windows, PlayStation 3, Xbox 360, Macintosh                                 | |
| 2011 | Call of Duty: Modern Warfare 3   | Microsoft Windows, PlayStation 3, Xbox 360, Wii, Macintosh                            | Codezvoltat cu Sledgehammer Games, asistat de Raven Software, Treyarch și Neversoft; versiunea Wii dezvoltată de Treyarch                |
| 2013 | Call of Duty: Ghosts             | Microsoft Windows, PlayStation 3, PlayStation 4, Xbox 360, Xbox One, Wii U            | Asistat by Neversoft, Raven Software și Certain Affinity; versiunea Wii U dezvoltată de Treyarch                                         |
| 2016 | Call of Duty: Infinite Warfare   | Microsoft Windows, PlayStation 4. Xbox One                                            | Asistat de Raven Software |
| 2019 | Call of Duty: Modern Warfare     | Microsoft Windows, PlayStation 4. Xbox One                                            | Asistat de High Moon Studios, Beenox, Raven Software și Sledgehammer Games                                                               |
| 2020 | Call of Duty: Warzone            | Microsoft Windows, PlayStation 4. Xbox One                                            | Codezvoltat cu Raven Software, asistat de Beenox, High Moon Studios, Sledgehammer Games, Treyarch, Toys for Bob și Activision Shanghai   |
| 2022 | Call of Duty: Modern Warfare II  | Microsoft Windows, PlayStation 4, PlayStation 5, Xbox One, Xbox Series X and Series S | Asistat de Treyarch, Sledgehammer Games, Raven Software, Toys for Bob, High Moon Studios, Activision Shanghai și Activision Central Tech |
| 2022 | Call of Duty: Warzone 2.0        | Microsoft Windows, PlayStation 4, PlayStation 5, Xbox One, Xbox Series X and Series S | Codezvoltat cu Raven Software, asistat de Treyarch, Beenox, High Moon Studios, Sledgehammer Games, Toys for Bob și Activision Shanghai   |
| 2023 | Call of Duty: Modern Warfare III | Microsoft Windows, PlayStation 4, PlayStation 5, Xbox One, Xbox Series X and Series S | Asistând Sledgehammer Games |
| 2024 | Call of Duty: Black Ops 6        | Microsoft Windows, PlayStation 4, PlayStation 5, Xbox One, Xbox Series X and Series S | Asistând Treyarch |